# Baie Laissez-Porter
La baie Laissez-Porter est une baie du nord-ouest de la Grande Terre, principale île de l'archipel des Kerguelen des Terres australes et antarctiques françaises dans l'océan Indien.

## Géographie

### Caractéristiques
Orientée principalement dans un axe sud-nord puis sud-ouest à nord-est, la baie Laissez-Porter sépare la péninsule Loranchet (à l'ouest) de la presqu'île de la Société de géographie (à l'est). La baie possède deux bras annexes que sont du nord au sud :
- Port Léontine
- Anse Ring

Prolongement naturel de la baie Blanche, ouvrant sur le golfe Choiseul et l'océan Indien, elle fait face à l'île Saint-Lanne Gramont – qui peut être également considérée comme son début. Large d'environ 2 à 2,5 km en moyenne, elle pénètre profondément entre la péninsule Loranchet et la presqu'île de la Société de géographie – qu'elle délimite et dont elle définit les deux bases – sur environ 20 km.
Un mouillage existe au milieu du bras de Port Léontine.

### Toponymie
Le nom de la baie est historiquement donné par les phoquiers anglais et américains qui chassaient dans les Kerguelen et l'avaient nommée Bear Up Bay (assimilable en français « laisser-porter ») dès la fin du XVIIIe siècle ; elle figure sous ce nom sur la carte de John Nunn de 1850. Terme de marine, le « laisser-porter » s'oppose à « venir debout au vent » et a été traduit ainsi en français sur les cartes à partir de 1913 puis confirmé par la commission de toponymie des Kerguelen en 1970.
La baie a également porté le nom de la traduction en « baie du Repos » sur les cartes de la marine à partir de 1915.